# Décès en 1443
Décès
- 1439
- 1440
- 1441
- 1442
- 1443
- 1444
- 1445
- 1446
- 1447

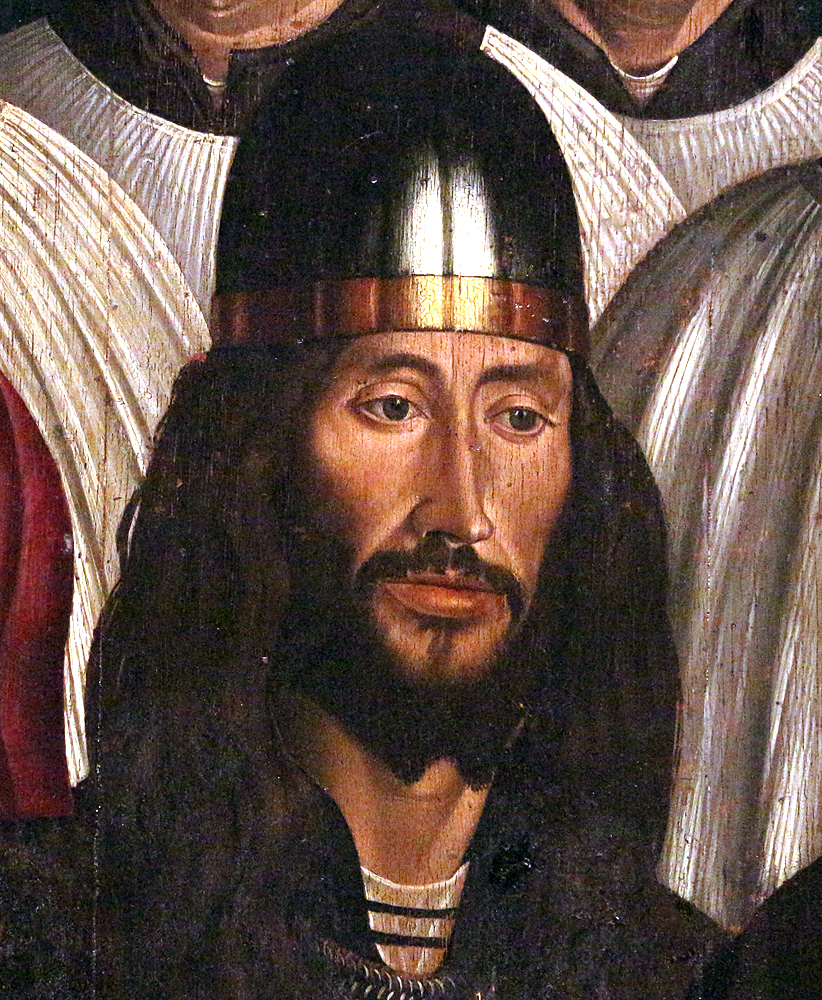
Ferdinand de Portugal, mort en 1443.

Cette page dresse une liste de personnalités mortes au cours de l'année 1443  :
- 11 janvier : Étienne de Vignolles, dit La Hire, homme de guerre français.
- 28 janvier : Robert Le Maçon, chancelier de France sous Charles VII et protecteur de Jeanne d'Arc.
- 30 janvier : John Tiptoft (1er baron Tiptoft), diplomate et homme d'État anglais.
- février : Branda Castiglioni, pseudo-cardinal italien.
- 21 février : Guidantonio da Montefeltro, condottiere, seigneur d'Urbino, mécène de Piero della Francesca, vicaire pontifical sous Martin V.
- 10 mars : James Douglas, baron écossais, seigneur de Douglas, et 7e comte de Douglas.
- 12 avril : Henry Chichele, archevêque de Cantorbéry, est le fondateur de All Souls College (Oxford).
- 9 mai :Niccolò Albergati, cardinal italien.
- 5 juin : L'infant Ferdinand (Infante Santo), dans un cachot de Fès.
- 22 juillet : Rudolf Stüssi, personnalité politique et diplomate suisse.
- août : Pietro Giampaolo Orsini, seigneur de Forlimpopoli.
- 1er août : Métrophane II de Constantinople, patriarche de Constantinople.
- 16 août : Ashikaga Yoshikatsu, septième des shoguns Ashikaga de la période Muromachi de l'histoire du Japon.
- 23 août : Aldebert IV de Peyre, évêque de Mende et comte de Gévaudan.
- 13 septembre : Jean de Malestroit,  pseudo-cardinal et chancelier du duc Jean V de Bretagne.
- 18 septembre : Louis de Luxembourg, cardinal français.
- 13 octobre : Humbert de Savoie, dit le « Bâtard de Savoie » ou encore le « Grand Bâtard de Savoie », fils adultérin du comte Amédée VII de Savoie et le demi-frère du futur comte Amédée VIII de Savoie.
- 20 octobre : Giovanni di Ragusa, pseudo-cardinal croate.
- 25 novembre : Guillaume de Chalençon, évêque du Puy-en-Velay.
- 11 décembre : John Cornwall, noble et homme d'armes anglais, une des figures chevaleresques les plus respectées de son temps.

- Kirakos de Virap, Catholicos de l'Église apostolique arménienne.
- Eitel-Frédéric Ier de Hohenzollern, comte de Hohenzollern.
- Gattamelata, condottiere italien.
- Avignon Nicolaï, évêque de Senez, évêque de Marseille, évêque d’Huesca (Espagne) et archevêque d’Aix-en-Provence.
- Tvrtko II, roi de Bosnie.
- Zeami, acteur, auteur dramatique et théoricien japonais qui codifia le théâtre no et écrivit plus de la moitié du répertoire de cette forme théâtrale.

## Crédit d'auteurs
- Cet article est partiellement ou en totalité issu de l'article intitulé « 1443 » (voir la liste des auteurs).